# Illiberis tenuis
Illiberis tenuis es una especie de mariposa de la familia Zygaenidae.
Fue descrita científicamente por Butler en 1877.